# Iván Boszormenyi-Nagy
Iván Boszormenyi-Nagy, né le 19 mai 1920, à Budapest (Hongrie) et mort le 28 janvier 2007, à Glenside, en , est un psychiatre américain d'origine hongroise. Il est connu, dès la fin des années 1950, pour son travail de pionnier dans le domaine de la thérapie familiale et de la psychogénéalogie. Son œuvre, considérable, a eu un impact qui continue de s'étendre aujourd'hui.

## Biographie
Ivan émigre en 1950 aux États-Unis où il travaille, d'abord à Chicago, puis à Philadelphie. Il est professeur de psychiatrie au Hahnemann University Hospital (en) de Philadelphie. Le début de sa carrière est marqué par la préoccupation constante de trouver une manière efficace de venir en aide aux patients psychotiques.

## Les travaux et l'apport d'Ivan Boszormenyi-Nagy
Son approche thérapeutique encouragea de nombreux thérapeutes de famille du monde entier - et particulièrement en Europe - à intégrer des concepts psychanalytiques à la thérapie familiale.
Nagy est certainement surtout connu pour avoir développé une approche contextuelle. D'un point de vue théorique, cette approche est au croisement de la systémique et de la psychanalyse. Elle intègre un paradigme nouveau qui repose sur l'éthique relationnelle, à savoir la juste répartition des mérites, des bénéfices et des obligations dans les relations interpersonnelles. En effet, Nagy considère la confiance, la loyauté, et le support mutuel comme les clefs qui caractérisent les relations intrafamiliales et maintiennent la famille unifiée.
Bien qu'inspirée, à la base, par le modèle psychodynamique, la thérapie contextuelle a toutefois la particularité de mettre l'accent sur la nécessité d'intégrer les principes éthiques au processus thérapeutique lui-même. Le rôle du thérapeute est alors d'aider la famille à travailler sur la prévention des conflits émotionnels ainsi que sur le développement d'un sens de l'équité parmi ses membres.
L'éthique relationnelle est une notion qui place les questions de justice et d'injustice au centre des préoccupations du thérapeute. Dans le cadre de son travail avec des patients psychotiques, Nagy a observé que malgré la détérioration parfois sévère de leur capacité de jugement et de communication, certains d'entre eux restent lucides dans leur rapport aux questions liées à la confiance, à la fiabilité et à l'équité dans les relations avec les membres de leur famille. Le concept de livre des comptes correspond alors au « solde de la balance éthique entre la somme des mérites et des dettes chez chacun des partenaires de la relation »,

## Publications
- avec J. Framo :
  - Intensive family therapy: Theoretical and practical aspects, New York: Harper & Row, 1965, 1985
  - Psychothérapies familiales, Paris, Puf, 1980
- Fundation of contextual therapy, New York, Brunner Mazel, 1987
- avec Spark, Invisible Loyalties : Reciprocity in intergenerational family therapy, New York, Brunner Mazel, 1973
- Thérapie contextuelle et unité des approches thérapeutiques, Dialogue no 111, 1991
- avec Krasner :
  - Between Give and Take, New York, Brunner Mazel, 1986
  - La confiance comme base thérapeutique : la méthode contextuelle, Dialogue no 111, 1991
  - Glossaire de thérapie contextuelle, Dialogue no 111, 1991